# Harwood K. Smith
Pour les articles homonymes, voir Smith.
Harwood Knox Smith, né le 14 août 1913 à Chicago aux États-Unis et mort le 8 décembre 2002 à est un architecte américain, fondateur du cabinet d'architectes HKS.

## Biographie
Harwood K. Smith est le fils de Knox Suydam Smith et Lelia Harwood. Il étudie d'abord au Art Institute of Chicago où il s'intéresse à la peinture. En 1926, sa famille déménage dans la vallée du Río Grande au niveau de San Benito (Texas). Il sort diplômé en architecture de l'université A&M du Texas en 1935.
Harwood K. Smith lance son cabinet d'architecture à Dallas en 1939, répondant d'abord aux projets de résidences et d'établissements commerciaux. La plupart de ses travaux de résidences sont réalisés à Highland Park (Texas), dont certaines très luxueuses comme l'une des résidences annexes à l'extravagante T. Boone Pickens Mansion sur Vassar Avenue à Dallas.
À partir des années 1970, son cabinet s'oriente vers les projets à plus grande ampleur tels que les établissements scolaires, les complexes industriels, les banques, et les complexes hospitaliers. En 1972, FAIA Ronald A. Skaggs rejoint HKS.
À la tête du comité d'urbanisme de Dallas, il modernise les méthodes de visualisation des zones urbaines pour briefer le maire et le conseil municipal.
Harwood K. Smith prend sa retraite en 1980. Il décède le 8 décembre 2002 des suites de problèmes cardiaques. À sa mort, son cabinet HKS compte 500 employés et a entrepris des projets dans 33 états des États-Unis,.

## Travaux
Parmi les ouvrages les plus importants d'Harwood K. Smith figurent :
- One Main Place
- Église Saint-Michel-et-tous-les-Anges
- First International Building
- Reunion Arena
- École d'architecture de l'université A&M du Texas
- Plaza of the Americas
- Thanks-Giving Square
- Moody Coliseum de l'université méthodiste du Sud

Il conçoit également une maison à son nom, la Smith House située au 5858 Farquhar Lane à Dallas et érigée en 1977, où il réside,.
Harwood K. Smith s'adonne à la peinture et produit plusieurs œuvres sur le thème du Guatemala qui sont exposées à plusieurs reprises dans le pays d'Amérique centrale et rapproche l'architecte des autorités du pays,.

## Fonctions
- 1972 : Président du chapitre de Dallas de l'American Institute of Architects (AIA)[1],[5]
- Membre de la Société d'architecture du Texas[1]
- Président du comité d'urbanisme de Dallas[1]
- Directeur de United Way of America[1]
- Directeur de la Croix-Rouge américaine[1]
- Directeur de Goodwill Industries[1]

## Distinctions
- 1984 : Fellow AIA[1],[5]
- Dallas AIA Lifetime Achievement Award[1]
- AIA Presidential Citation from the American Institute of Architecture[1]

## Vie privée
Harwood K. Smith se marie avec Kate Elizabeth Robertson (1914–2004) en 1936. Ils ont une fille, Kay Smith Strother, et un fils, Mark Robertson Smith.